# William Hurlstone
William Martin Yeates Hurlstone (* 7. Januar 1876 in London; † 30. Mai 1906 ebenda) war ein englischer Komponist.

## Leben
Hurlstone wurde im Londoner Stadtteil Fulham geboren. Sein Großvater Frederick Yeates Hurlstone war der erste Präsident der Royal Society of British Artists. Sein Vater, Mediziner und Musikfreund, erblindete infolge einer Pockenerkrankung während seiner Studienzeit allmählich, was ihn in später zur Aufgabe seines Berufes zwang. Die Familie zog in die Nähe von Salisbury um, wo der junge Hurlstone in einem Kirchenchor sang. Die von dem Pfarrer eingeladenen Musiker Hubert Parry und George Grove, Leiter des neu eröffneten Royal College of Music, waren von den Fähigkeiten des erst Achtjährigen beeindruckt. Die Five Easy Waltzes für Klavier des Neunjährigen ließ sein Vater als op. 1 drucken. Bedingt durch zunehmendes Asthma, das auch zum frühen Tod des Komponisten beitragen sollte, musste Hurlstone den Chor bald wieder verlassen.
Hurlstone, dessen Familie wieder in die Nähe von London umzog, erhielt Klavierunterricht und begann mit 16 Jahren, selbst Stunden zu geben. In diesen Jahren komponierte er autodidaktisch weiter und erhielt 1894–1898 ein Stipendium für Kompositionsunterricht am Royal College of Music, dessen Direktor inzwischen Parry geworden war. Seine Lehrer waren u. a. der Pianist Edward Georg Dannreuther sowie Charles Villiers Stanford. Stanford betrachtete Hurlstone als seinen begabtesten Schüler (zur gleichen Zeit studierten bei ihm u. a. auch Gustav Holst, John Ireland, Frank Bridge und Ralph Vaughan Williams). Hurlstone schloss besondere Freundschaft mit dem ebenfalls früh verstorbenen Samuel Coleridge-Taylor. Während seiner Studienzeit kamen mehrere Werke Hurlstones zur öffentlichen Aufführung, so 1896 das Piano Concerto in D (mit Hurlstone als Solist, Holst spielte dabei Posaune, Vaughan-Williams Triangel).
Nach Abschluss des Studiums schlug sich Hurlstone als Lehrer, Korrepetitor und Dirigent durch, wobei er auch seine mittlerweile verwitwete Mutter unterstützen musste. Seine angegriffene Gesundheit verhinderte eine Laufbahn als Pianist. In dieser Zeit brachte er sich selbst das Geigen- und Klarinettenspiel bei, um besser für diese Instrumente schreiben zu können. Hurlstone fand jedoch das Interesse von Musikliebhabern, die ihm Privataufführungen seiner Werke ermöglichten, und ihn auch finanziell unterstützten. 1904 konnten seine Variations on a Swedish Air dank finanzieller Zuwendung aus einer Stiftung zur Förderung junger britischer Komponisten (Patron’s Fund) aufgeführt werden.
1905 wurde Hurlstone als Lehrer an das Royal College of Music berufen. Sein gesundheitlicher Zustand verschlechterte sich jedoch, und eines Tages wurde er ohnmächtig auf den Stufen des Colleges gefunden. Es folgte eine fiebrige Erkältung und während der Rekonvaleszenz, in der er an einer sinfonischen Dichtung arbeitete, verstarb Hurlstone im Alter von erst 30 Jahren. Die Inschrift auf seinem Grab im Croydon New Cemetery ist dem Epitaph von Franz Schubert entlehnt und lautet: „Music hath here entombed rich treasure but still fairer hopes“ („Die Tonkunst begrub hier einen reichen Besitz, aber noch viel schönere Hoffnungen“).

## Werk
Hurlstones musikalische Wurzeln liegen unverkennbar in der Spätromantik (insbesondere der eines Brahms, aber auch sein Lehrer Stanford beeinflusste ihn). Hurlstone hinterließ – bis auf das Chorwerk Alfred the Great, einige Lieder und Melodramen – überwiegend Instrumentalwerke. In seiner differenziert und transparent instrumentierten Orchestermusik zeigt sich eine Bevorzugung der Variationen- und Suitenform (u. a. Variations on an Original Theme, Variations on a Hungarian Air, The Magic Mirror Suite).
Hurlstones Kammermusik umfasst u. a. ein Trio für Klarinette, Fagott und Klavier g-moll, ein Klaviertrio in G, ein Klavierquartett e-moll, ein Quintett für Klavier und Bläser g-moll, ein Streichquartett (Fantasy Quartett) sowie je eine Sonate für Violine, Cello, Klarinette und Fagott (letztere in F-Dur von 1906).

## Weblink
- Quellenanalyse des Trios für Klarinette, Fagott und Klavier g-moll, inkl. Biographie, Bibliographie und Diskographie Hurlstones (englisch)

| Personendaten    | Personendaten                                         |
| ---------------- | ----------------------------------------------------- |
| NAME             | Hurlstone, William                                    |
| ALTERNATIVNAMEN  | Hurlstone, William Martin Yeates (vollständiger Name) |
| KURZBESCHREIBUNG | englischer Komponist                                  |
| GEBURTSDATUM     | 7. Januar 1876                                        |
| GEBURTSORT       | London                                                |
| STERBEDATUM      | 30. Mai 1906                                          |
| STERBEORT        | London                                                |